# Liste de jeux vidéo Lego
Cette liste de jeux vidéo Lego répertorie les jeux vidéo basés sur la franchise de jouets Lego.

## Action-aventure / plates-formes
- 2005 : Lego Star Wars, le jeu vidéo (PC, PS2, Xbox, GCN, GBA, Mac)
- 2006 : Lego Star Wars II : La Trilogie originale (PC, Xbox 360, GBA, DS, PSP, Mac, PS2, Xbox, GCN)
- 2007 : Lego Star Wars : La Saga complète (PC, PS3, Xbox 360, Wii, DS, iPhone, iPad, Mac)
- 2008 : Lego Indiana Jones : La Trilogie originale (PC, PS3, Xbox 360, Wii, DS, PSP, Mac, PS2)
- 2008 : Lego Batman, le jeu vidéo (PC, PS3, Xbox 360, Wii, DS, PSP, Mac, PS2)
- 2009 : Lego Indiana Jones 2 : L'aventure continue (PC, PS3, Xbox 360, Wii, DS, PSP, Mac)
- 2010 : Lego Harry Potter : Années 1 à 4 (PC, PS3, Xbox 360, Wii, DS, PSP, iOS, iPad, Mac)
- 2011 : Lego Star Wars III: The Clone Wars (PC, Mac, PS3, Xbox 360, Wii, 3DS, DS, PSP)
- 2011 : Lego Pirates des Caraïbes, le jeu vidéo (PC, Mac, Xbox 360, PS3, Wii, 3DS, DS, PSP)
- 2011 : Lego Harry Potter : Années 5 à 7 (PC, PS3, Xbox 360, Wii, 3DS, PS Vita, DS, PSP, iPhone, iPad, Mac)
- 2012 : Lego Batman 2: DC Super Heroes (PC, PS3, Xbox 360, Wii, Wii U, 3DS, PS Vita, DS, Mac, iPhone, iPad)
- 2012 : Lego Le Seigneur des anneaux (PC, Mac, PS3, Xbox 360, Wii, 3DS, PS Vita, DS, iPhone & iPad)
- 2013 : Lego City Undercover (Wii U)
- 2013 : Lego City Undercover: The ChaseBegins (3DS)
- 2013 : Lego Marvel Super Heroes (PC, PS3, PS4, Xbox 360, Xbox One, 3DS, PS Vita, DS, Wii U, iPhone, iPad, Mac, Switch)
- 2013 : Lego Legends of Chima : Le Voyage de Laval (PS Vita, 3DS, DS)
- 2014 : La Grande Aventure Lego, le jeu vidéo (PC, PS3, Xbox 360, 3DS, PS Vita, Xbox One & PS4, Wii U, Mac, iPhone, iPad)
- 2014 : Lego Le Hobbit (PC, PS3, PS4, PS Vita, Wii U, Xbox 360, Xbox One, 3DS)
- 2014 : Lego Batman 3 : Au-delà de Gotham (PC, PS3, Wii U, Xbox 360, 3DS, PS Vita, Xbox One, PS4)
- 2014 : Lego Ninjago: Nindroids (3DS, PS Vita)
- 2015 : Lego Ninjago : L'Ombre de Ronin (3DS, PS Vita)
- 2015 : Lego Jurassic World (PC, PS3, PS4, Xbox 360, 3DS,PS Vita, Xbox One, Wii U, Switch)
- 2015 : Lego Dimensions (PS3, PS4, Xbox 360, Xbox One, Wii U)
- 2016 : Lego Harry Potter Collection (PS4, Xbox One, Switch)
- 2016 : Lego Marvel's Avengers (PS3, PS4, Xbox 360, Xbox One, Wii U, PS Vita, 3DS, PC)
- 2016 : Lego Star Wars : Le Réveil de la Force (PS3, PS4, Xbox 360, Xbox One, Wii U, 3DS, PC, PS Vita)
- 2017 : Lego City Undercover (PC, PS4, Xbox One, Switch)
- 2017 : Lego Ninjago, le film : Le Jeu vidéo (PC, PS4, Xbox One, Switch)
- 2017 : Lego Marvel Super Heroes 2 (PC, PS4, Xbox One, Switch)
- 2018 : Lego Les Indestructibles (PC, PS4, Xbox One, Switch)
- 2018 : Lego DC Super-Vilains (PC, PS4, Xbox One, Switch)
- 2019 : La Grande Aventure Lego 2, le jeu vidéo (PC, PS4, Xbox One, Switch)
- 2019 : Lego Marvel Collection (PS4, Xbox One)
- 2022 : Lego Star Wars : La Saga Skywalker (PC, PS4, PS5, Xbox One, Xbox Series, Switch)
- 2024 : Lego Horizon Adventures (PC, Switch, PS5)

## Divers
- 1995 : Lego Fun to Build (Sega Pico)[1]
- 1997 : Aventures sur l'île Lego (PC)
- 1998 : Lego Loco (PC)
- 1998 : Lego Chess (PC)
- 1999 : Lego Rock Raiders (PC, PlayStation)[2]
- 1999 : Lego Racers (PC, PlayStation, Nintendo 64)
- 2000 : Lego Alpha Team (PC, Game Boy)
- 2000 : Lego Stunt Rally (PC, Game Boy)[3]
- 2001 : Lego Racers 2 (PC, PlayStation 2, Game Boy Advance)
- 2001 : L'Île Lego 2 : La Revanche de Casbrick (PC, Game Boy, Game Boy Advance, PlayStation)
- 2002 : Lego Football Mania (PC, PlayStation 2, Game Boy Advance)
- 2002 : Lego Creator : Harry Potter et la Chambre des secrets (PC)
- 2003 : Lego Drome Racers (PC, PlayStation 2, GameCube)
- 2004 : Lego Knights' Kingdom (Game Boy Advance)
- 2006 : Bionicle Heroes (PC, PlayStation 2, Xbox, GameCube, Wii, Nintendo DS, Game Boy Advance)
- 2009 : Lego Rock Band (PlayStation 3, Xbox 360, Wii, Nintendo DS)
- 2010 : Lego Universe (PC, Macintosh)
- 2011 : Lego Ninjago, le jeu vidéo (Nintendo DS)[4]
- 2013 : Lego Legends of Chima Speedorz (iOS)[5]
- 2013 : Lego Legends of Chima Online (PC)
- 2013 : Lego Friends (Nintendo 3DS)[6]
- 2014 : Lego Minifigures Online (PC, Mac, iOS)
- 2016 : Lego Nexo Knights Merlock 2.0 (Android, iOS)
- 2017 : Lego Worlds (PC via Steam, PlayStation 4, Xbox One)
- 2017 : Lego Imagination Express[7]
- 2018 : Extension Lego Speed Champions sur Forza Horizon 4
- 2019 : Lego Tower[8]
- 2019 : Lego Brawls (iOS)
- 2021 : Lego Castaways (iOS)
- 2023 : Lego Fortnite (PC, Mac, Android, iOS, PlayStation 4, Xbox One, PlayStation 5, Xbox Series, Nintendo Switch)
- 2023 : Lego 2K Drive (Switch, PS5, PS4, Xbox One, Xbox Series)
- 2024 : Lego Hill Climb Adventures (Android, iOS)